# Siebeneycherowie
Siebeneycherowie – rodzina drukarzy i księgarzy działająca w Krakowie w XVI i na początku XVII wieku.
Siebeneycherowie wywodzili się z Lubomierza.
Marcin Siebeneycher, który osiadł w Krakowie przed 1515, pracował jako czeladnik w warsztacie Floriana Unglera. Następnie ożenił się z Anną, córką Marka Szarffenberga, i prowadził własną księgarnię. Zmarł w 1543.
Starszy syn Marcina, Mateusz Siebeneycher, otrzymał po ojcu księgarnię, a po matce papiernię. Poślubił Elżbietę, wdowę po Hieronimie Szarffenbergerze, stając się też właścicielem drukarni, w której prowadził działalność od 1557. Po 1560 specjalizował się w wydawaniu podręczników i dewocjonaliów. Zmarł w 1582. Produkcja jego oficyny, trwająca przeszło dwadzieścia lat, wyniosła ponad 187 tytułów. W oficynie ukazało się m.in. wznowienie Kronika wszytkiego świata Marcina Bielskiego (1564) oraz Postylla większa Jakuba Wujka (1584). 
W 1584 drukarnię przejął syn Mateusza, Jakub Siebeneycher, i prowadził ją do śmierci w 1604. Po jego śmierci drukarnia funkcjonowała jeszcze przez kolejne lata, najpierw pod szyldem wdowy Anny (do 1610), a następnie „Dziedziców Jakóba Zybenaichera”. Oficyna ta wydawała głównie popularną literaturę dewocyjną oraz świecką
literaturę plebejsko-mieszczańską. W 1627 spadkobiercy sprzedali drukarnię Stanisławowi Germańskiemu.